# Sadakatsiz
Sadakatsiz (türkisch für ‚treulos, untreu‘) ist eine türkische Drama-Fernsehserie unter der Regie von Neslihan Yeşilyurt und geschrieben von Kemal Hamamcıoğlu und Dilara Pamuk. Sie basiert auf der britischen Fernsehserie Doctor Foster. Cansu Dere, Caner Cindoruk und Melis Sezen sind in den Hauptrollen zu sehen.

## Inhalt
Doktor Asya lebt ein friedliches und glückliches Leben mit ihrem Ehemann Volkan und ihrem Sohn Ali. Diese Situation ändert sich, als sie herausfindet, dass ihr Mann seit mehreren Monaten eine Affäre mit einer jungen Frau hat. Asya muss sich entscheiden, ob sie ihre Ehe retten oder sich an ihrem untreuen Ehemann rächen will.

## Staffel 1
Doktor Asya (Cansu Dere) lebt mit ihrem Mann Volkan (Caner Cindoruk) und ihrem Sohn Ali (Alp Akar) ein friedliches und glückliches Leben in Tekirdağ. Diese Situation ändert sich, als sie erfährt, dass ihr Mann seit zwei Jahren eine Beziehung mit einer jungen Frau (Melis Sezen) namens Derin hat. Asya muss sich entscheiden, ob sie ihre Ehe retten oder sich an ihrem untreuen Ehemann rächen möchte.

## Staffel 2
Nachdem sie den Unfall mit Derin überlebt hatte, verließ Asya ihr Leben in Tekirdağ und ging nach Istanbul. Asya versucht, mit ihrem Sohn Ali ein neues Leben aufzubauen, und trifft auf Aras (Berkay Ateş), der auf dem Weg nach Tekirdağ zur Hochzeit von Bahar einen Unfall hatte.

## Besetzung
Sortiert nach der Reihenfolge des Einstiegs:
| Darsteller                         | Rolle          | Folgen      | Bemerkungen |
| ---------------------------------- | -------------- | ----------- | --- |
| Cansu Dere Lidya Akkuş (Kleinheit) | Asya Yilmaz    | 1–60        | Ex-Freundin von Aras; Ex-Frau von Volkan; One-Night-Stand von Mert; Mutter von Ali; Tochter von Nazmi und Ayla                                                   |
| Alp Akar                           | Ali Arslan     | 1–60        | Ex-Freund von Selen und Ipek; Sohn von Volkan und Asya; Enkel von Saliha; Neffe von Derya, Bahar und Mert; Halbbruder von Zeynep                                 |
| Melis Sezen                        | Derin Güçlü    | 1–60        | Freundin von Onur; Ex-Frau von Volkan; Tochter von Haluk und Gönül; Schwester von Demir; Mutter von Zeynep; Halbschwester von Selçuk; Nichte von Melih und Nevin |
| Gözde Seda Altuner                 | Gönül Güçlü    | 1–60        | Ehefrau von Haluk; Mutter von Derin und Demir; Oma von Zeynep; Schwester von Melih                                                                               |
| Nazlı Bulum                        | Nil Tetik      | 1–60        | Ehefrau von Selçuk |
| Emir Tarik Tekin                   | Selçuk Dağcı   | 1–60        | Ehemann von Nil; Ex-Freund von Ceren; Sohn von Haluk und Hicran; Halbgeschwister von Derin und Demir; Halbonkel von Zeynep                                       |
| Dora Dalgıç                        | Selen          | 1–60        | Ex-Freundin von Ali; Tochter von Tarik und Serap |
| Meltem Baytok                      | Cavidan        | 1–60        | |
| Zerrin Nişancı                     | Nevin Saygıner | 1–60        | Ehefrau von Ihsan; Tante von Derin und Ceren |
| Doğan Can Sarıkaya                 | Demir Güçlü    | 9–60        | Ex-Freund von Ipek; Schwester von Derin; Sohn von Haluk und Gönül; Onkel von Zeynep; Halbbruder von Selçuk; Neffe von Melih                                      |
| Yaren Vera Salma                   | Zeynep Arslan  | 9–60        | Tochter von Volkan und Derin; Enkelin von Haluk und Gönül; Nichte von Demir und Melih; Halbschwester von Ali; Halbnichte von Selçuk                              |
| Özge Özder                         | Derya Samanlı  | 1–18, 23–60 | Tante von Ali |
| Sümeyye Aydoğan                    | Ceren          | 33–60       | Ex-Freundin von Selçuk; Nichte von Nevin |
| Serhat Parıl                       | Onur           | 52–60       | Freund von Derin |
| Gamze Boyu                         | Pelin          | 1–31, 53–60 | |
| Şafak Başkaya                      | Kadir Güneş    | 33–50, 60   | |

Sortiert nach der Reihenfolge des Ausstiegs:
| Darsteller                     | Rolle          | Folgen     | Bemerkungen |
| ------------------------------ | -------------- | ---------- | --- |
| Hikmet Körmükçü                | Saliha Arslan  | 1–2        | Mutter von Volkan; Großmutter von Ali; Er starb im Krankenhaus, als er erfuhr, dass Volkan Asya betrügt. Er erschien in der Silvesterszene in der 12. Folge, in Volkans Traum in der 20. Folge und in der letzten Szene in der 31. Folge |
| Eren Vurdem                    | Mert Gelik     | 1–15       | Ex-Mann von Bahar; One-Night-Stand von Asya und Tuğçe; Onkel von Ali; Als Bahar sich von ihr scheiden ließ und sie sich von Volkan trennte, erschien sie nicht mehr.                                                                     |
| Olcay Yusufoğlu                | Serap Şenlik   | 1–19       | Ex-Frau von Tarık; Mutter von Selen; Sie wird nach Folge 19 nicht mehr auftauchen. |
| Cemal Hünal                    | Sinan Taşkıran | 19–26      | Er wird nach Folge 26 nicht mehr auftauchen. |
| Nilgün Türksever Melisa Döngel | Hicran Dağcı   | 15–26      | Ex-Frau von Haluk; Mutter von Selçuk; Sie ist an Krebs gestorben. |
| Name Önal                      | Nazan Günçay   | 20–28      | Ex-Frau von Faruk; Nachdem bekannt wurde, dass sie und Faruk Derin und Asya entführt hatten, wurde sie mit Faruk ins Krankenhaus eingeliefert.                                                                                           |
| Onur Berk Arslanoğlu           | Faruk Günçay   | 1–5, 20–28 | Ex-Mann von Nazan; Nachdem bekannt wurde, dass er und Nazan Derin und Asya entführt hatten, wurde er mit Nazan ins Krankenhaus eingeliefert. Er erschien in Derins Traum in Episode 29                                                   |
| Mahmut Gökgöz                  | Altan Saygıner | 1–31       | Er verließ das Krankenhaus. |
| Aydan Taş                      | Didem Aktaş    | 20–31      | Sie wird nach Folge 31 nicht mehr auftauchen. |
| Bennu Yıldırımlar              | Asya Günalan   | 29–31      | Ex-Frau von Nazmi; Er wird nach Folge 31 nicht mehr auftauchen. |
| Kenan Ece                      | Turgay Güngör  | 5–31       | Er verließ das Krankenhaus. |
| Ali İl                         | Melih Ergener  | 20–48      | Ehemann von Bahar; Bruder von Gönül; Schwager von Haluk, Onkel von Derin, Demir und Zeynep; Später zog er mit Bahar nach Ankara, als er in den Beruf zurückkehrte. 31 Folge Flashbacks                                                   |
| Yeliz Kuvancı                  | Bahar Ergener  | 1–48       | Ehefrau von Melih; Ex-Frau von Mert; Tante von Ali; Mit Melih nach Ankara gezogen. |
| Burak Sergen                   | Haluk Güçlü    | 1–49       | Ehemann von Gönül; Ex-Mann von Hicran; Vater von Derin, Demir und Selçuk; Opa von Zeynep; Schwager von Melih; Stirbt an den Folgen eines Herzinfarkts.                                                                                   |
| Aslı Orcan                     | Leyla          | 37–49      | Ex-Frau von Aras; Sie wird nach Folge 49 nicht mehr auftauchen. |
| Berkay Ateş                    | Aras Demir     | 32–51      | Ex-Freund von Asya; Ex-Mann von Leyla; Sohn von Ayşe; Kehrt nach England zurück, nachdem er Asya verlassen hat. |
| Caner Cindoruk                 | Volkan Arslan  | 1–60       | Ex-Mann von Asya und Derin; Sohn von Saliha; Vater von Ali und Zeynep; Onkel von Demir; 20 Jahre später gestorben. |

## Produktion und Veröffentlichung
Die erste Folge kam am 7. Oktober 2020 raus. Regie führte Neslihan Yeşilyurt. Die Drehbücher schrieben Kemal Hamamcıoğlu, Dilara Pamuk, Arzu Daştan Mutlu, Mustafa Mutlu, Gamze Arslan und Nuriye Bilici. Es ist eine Adaption der britischen Fernsehserie Doctor Foster. In der Hauptrolle sind Cansu Dere, Caner Cindoruk und Melis Sezen. Die letzte Folge wurde am 25. Mai 2022 ausgestrahlt.